# Abbaye de Saint-Nicolas-aux-Bois
L'abbaye de Saint-Nicolas-aux-Bois était une abbaye bénédictine située sur le territoire de la commune de Saint-Nicolas-aux-Bois, dans le département de l'Aisne, en France.

## Historique
L'abbaye de Saint-Nicolas-aux-Bois est fondée vers 1086 par deux ermites sous le règne du roi Philippe Ier. Elle accueille des frères et des moniales, ce qui transforme l'abbaye en monastère double. De 1120 à 1134, l’abbé Simon, venant de Saint-Nicaise de Reims, impose une réforme à l’abbaye.
Au XIIIe siècle, un événement dramatique marque l'histoire de l'abbaye. Le sire de Coucy, Enguerrand IV, fait exécuter trois écoliers de l'abbaye. Il est condamné par le roi Saint-Louis à faire amende honorable, sur les lieux du crime, pendant 13 jours.
La guerre de Cent Ans marque cruellement l'abbaye. En 1403, l'abbé est tué par une flèche tirée par un soldat anglais. En 1418, l'abbaye est pillée et ruinée par les Anglais.
L'abbaye est relevée mais à nouveau détruite par les protestants en 1567. Elle fut restaurée de 1614 à 1645 par l'abbé commendataire d'Henri Listolfi. L'introduction des mauristes à Saint-Nicolas-aux-Bois, longtemps entravée par César d'Estrées, évêque de Laon et abbé commendataire qui voulait séculariser et y mettre son séminaire, a lieu en 1670. De 1722 à 1738 puis en 1764, l'abbaye fut presque complètement reconstruite.
Le 13 février 1790, l'Assemblée constituante prononce l'abolition des vœux monastiques et la suppression des congrégations religieuses. Les religieux sont expulsés. Déclarée bien national, elle est vendue. Il n'en reste que des vestiges datant du XVe siècle.
L'abbaye possédait une maison de ville à Laon nommée le Petit-Saint-Nicolas.
Nous possédons de l'abbaye une aquarelle de Tavernier de Jonquières et une gravure du Monasticon Gallicanum.
Les vestiges du monastères sont protégés au titre des monuments historiques depuis 1927.

## Description
Il ne subsiste aujourd’hui de l'abbaye que des vestiges du logis abbatial, dont une tour carrée datant de la fin du Moyen Âge. Cette tour comporte plusieurs salles superposées. Ces vestiges sont dégradés à cause d'incendies, d'infiltrations d’eau pluviale.

## Abbés

### Les abbés réguliers
- 1120 à 1134 : Simon
- cité 1405 : Pierre d'Athies[4]

### Les abbés commendataires
À partir du concordat de 1516, commence la série des abbés commendataires
- 15?? - 1579 : Tristan de Bizet (15?? - 1579), évêque de Saintes (1550-1576), abbé de l'abbaye de Signy
- 1614-1645 : Henri Listolfi
- 1670 : César d’Estrées
- 1788 - 1789 : Louis Hector Honoré Maxime de Sabran (1739-1811)

## Prieurés
L'influence de l'abbaye s'étend sur les prieurés où elle envoie ses religieux et recueille les revenus :
- Le Tortoir

## Dîmes
Le chapitre de l'abbaye percevait les dîmes dans 12 paroisses :
- Faucoucourt[5].

## Patrimoine foncier
En 1761, La mense conventuelle comprenait 6 fermes à Auguilcourt, Bray et Jussy, Beauvoir et Renansart, Fay-le-Noyer, Saint-Guislain et Wary-les-Grespy ; 3 maisons à Drancourt et Saint-Nicolas ; 1 moulin à Saint-Nicolas. La mense abbatiale comprenait 6 fermes à But-lès-Crépy, Choigny, Eth et Brie, Gerlaux, Macquigny et Saucet ; 2 maisons à Laniscourt et Molinchart et 1 moulin à Molinchart.